# Glochidion carrickii
Glochidion carrickii là một loài thực vật thuộc họ Euphorbiaceae. Đây là loài đặc hữu của Malaysia. Chúng hiện đang bị đe dọa vì mất môi trường sống.